# Portada/efemèride novembre 14
Seu de Ràdio Barcelona.
« 13 de novembre · 14 de novembre · 15 de novembre »